# Akari Ogata
Akari Ogata (jap. 緒方亜香里 Ogata Akari; ur. 24 września 1990) – japońska judoczka, wicemistrzyni i brązowa medalistka mistrzostw świata.
Największym sukcesem zawodniczki jest srebrny medal mistrzostw świata zdobyty w Paryżu w 2011 roku w kategorii do 78 kg.